# Chihiro Onitsuka
Chihiro Onitsuka (鬼束ちひろ, Onitsuka Chihiro) est une chanteuse et parolière  japonaise, née le  30 octobre 1980 à Nangō, dans la préfecture de Miyazaki.
En France, elle est connue pour sa chanson Rasen qui a été reprise dans la bande originale du film Wasabi.